# Sergej Ignasjevitsj
Sergej Nikolajevitsj Ignasjevitsj (Russisch: Сергей Николаевич Игнашевич) (Moskou, 14 juli 1979) is een Russisch voormalig voetballer die doorgaans als verdediger speelde. Hij kwam van 1998 tot en met 2018 uit voor achtereenvolgens Spartak Orekhovo, Krylia Sovetov, Lokomotiv Moskou en (veertien jaar voor) CSKA Moskou. Ignasjevitsj was van 2002 tot en met 2018 international in het Russisch voetbalelftal, waarvoor hij 127 interlands speelde en acht keer scoorde.

## Clubcarrière
Ignasjevitsj begon zijn loopbaan als verdediger in 1998 bij Spartak Orekhovo. Hierna speelde hij voor Krylia Sovetov Samara en Lokomotiv Moskou. Hij kwam van 2004 tot en met 2018 uit voor CSKA Moskou waarmee hij vijf landstitels, zes nationale bekers, zes supercups en de UEFA Cup 2004/05 won.

## Interlandcarrière
Ignasjevitsj debuteerde in 2002 in het Russisch voetbalelftal, waarmee hij onder leiding van bondscoach Guus Hiddink derde werd op het EK 2008. Hij nam tevens deel aan het EK 2012, het WK 2014 het en het EK 2016. Na afloop van het laatstgenoemde toernooi zwaaide Ignasjevitsj af als international, maar hij keerde in 2018 terug in het Russisch elftal voor het WK 2018 in eigen land. Na afloop van dat toernooi beëindigde hij zijn profcarrière definitief. Met 127 interlands volgde hij Viktor Onopko (113 interlands) op als Russisch recordinternational.

## Erelijst
Lokomotiv Moskou
- Russisch landskampioen

2002
- Beker van Rusland

2001
- Russische Superbeker

2003
 CSKA Moskou
- UEFA Cup

2005
- Russisch landskampioen

2005, 2006, 2012/13, 2013/14, 2015/16
- Beker van Rusland

2004/05, 2005/06, 2007/08, 2008/09, 2010/11, 2012/13
- Russische Superbeker

2004, 2006, 2007, 2009, 2013, 2014